# Antonín Presl
Antonín Presl (6 agosto 1988) è un calciatore ceco, attaccante del Táborsko.

## Palmarès

### Club

#### Competizioni nazionali
- Pohár ČMFS: 1

Viktoria Plzeň: 2009-2010
- Campionato ceco: 1

Viktoria Plzeň: 2010-2011